# Jinichiro Kozuma

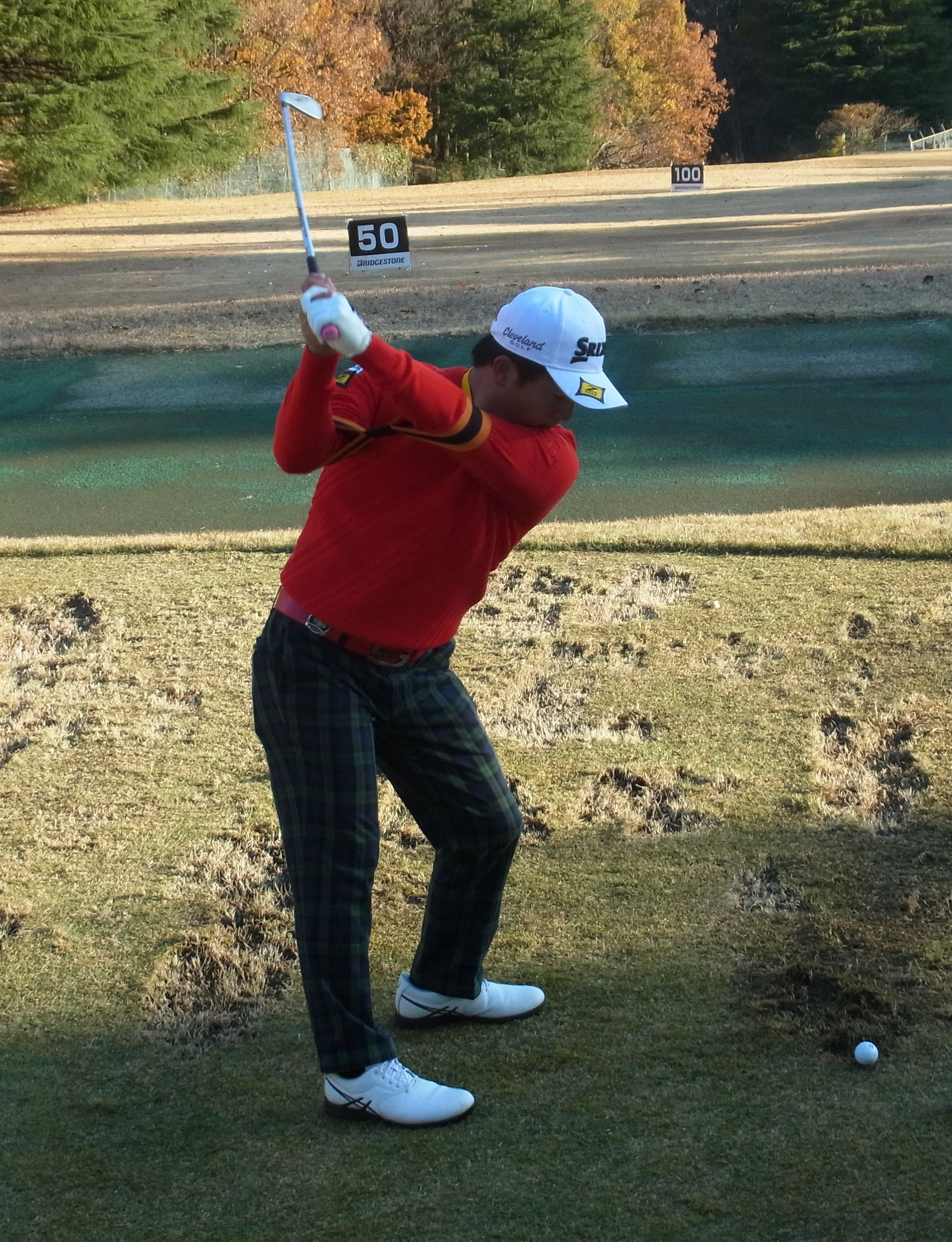
Jinichiro Kozuma, 2021.

Jinichiro Kozuma, japanska: 上妻仁一郎; Kozuma Jinichiro, född 7 juli 1994 i Kagoshima prefektur, är en japansk professionell golfspelare som spelar för Liv Golf, Asian Tour och Japan Golf Tour. Han har tidigare spelat bland annat på PGA Tour.
Kozuma har vunnit två Japan-vinster. Hans bästa placering i Liv Golf är en sjätte plats vid Liv Golf Invitational Portland, som spelades på Pumpkin Ridge Golf Club. Han fick 800 000 amerikanska dollar i prispengar för den bedriften.